# Narrow Sea
Narrow Sea je album skladeb americké skladatelky Caroline Shaw v podání skupiny Sō Percussion, zpěvačky Dawn Upshaw a klavíristy Gilberta Kalishe. Album bylo nahráno 14.-16. června 2018 ve studiu Guilford Sound, Guilford, Vermont. Vyšlo v hudební vydavatelství Nonesuch dne 22. ledna 2021 jako CD i jako vinylové LP.

## Seznam skladeb
Hudbu napsala Caroline Shaw na texty z náboženského zpěvníku The Sacred Harp, který poprvé vyšel v roce 1844, ale obsahuje mnohem starší písně (přibližně 1770 - 1820). V částech 1 a 5 je například použit text písně The Wayfaring Stranger, která je známa například v podání Johnnyho Cashe z alba American III: Solitary Man (2000), nebo z filmu Návrat do Cold Mountain (2003) v podání Jacka White.
| Pořadí | Název              | Délka |
| ------ | ------------------ | ----- |
| 1.     | Narrow Sea, Part 1 | 3:28  |
| 2.     | Narrow Sea, Part 2 | 3:28  |
| 3.     | Narrow Sea, Part 3 | 4:57  |
| 4.     | Narrow Sea, Part 4 | 4:50  |
| 5.     | Narrow Sea, Part 5 | 2:42  |
| 6.     | Taxidermy          | 8:57  |

## Hudebníci
- Sō Percussion:
  - Eric Cha-Beach
  - Josh Quillen
  - Adam Sliwinski
  - Jason Treuting
- Dawn Upshaw - zpěv
- Gilbert Kalish - klavír